# Left Hand Path
Left Hand Path debitantski je studijski album švedskog death metal-sastava Entombed. Diskografska kuća Earache Records objavila ga je 4. lipnja 1990.

## Pozadina
Ime albuma odnosi se na sustav vjerovanja „staze lijeve ruke”. Gitarist Alex Hellid pronašao je termin u knjizi Antona LaVeyja zvanoj Sotonistička Biblija.
Naslovna pjesma sadrži interpolaciju teme iz horor filma Prikaza iz 1979. na 3:54.

## Priznanja
Left Hand Path završio je na 82. mjestu Rolling Stoneovog popisa 100 najboljih metal-albuma svih vremena.
U kolovozu 2005. magazin Decibel uveo je Left Hand Path u Decibel Magazine Hall of Fame, nazvavši ga prvim "pravim" albumom švedskog death metala, s tonom gitare "buzzsaw", okrunjenim kao legendarni "Entombedov zvuk".

## Obrade
Dvije pjesme s albuma obradio belgijski death metal sastav Aborted: "Drought" na ponovnom izdanju albuma The Archaic Abattoir i "Left Hand Path" na EP-u Coronary Reconstruction.

## U popularnim medijima
"Drowned" pojavio se u videoigri Grand Theft Auto IV: The Lost and Damned iz 2009. u radiju postaji Liberty City Hardcore.

## Popis pjesama
Tekstovi: Alex Hellid i Nicke Andersson, glazba: Uffe Cederlund,  Nicke Andersson i Leif "Leffe" Cuzner.
| 1. | »Left Hand Path«       | 6:37 |
| 2. | »Drowned«              | 3:57 |
| 3. | »Revel in Flesh«       | 3:39 |
| 4. | »When Life Has Ceased« | 4:07 |
| 5. | »Supposed to Rot«      | 2:00 |

| Strana B | Strana B              | Strana B | Strana B | Strana B | Strana B | Strana B | Strana B | Strana B | Strana B |
| Br.      | Skladba               | Trajanje |          |          |          |          |          |          |          |
| -------- | --------------------- | -------- | -------- | -------- | -------- | -------- | -------- | -------- | -------- |
| 6.       | »But Life Goes On«    | 2:56     |          |          |          |          |          |          |          |
| 7.       | »Bitter Loss«         | 4:19     |          |          |          |          |          |          |          |
| 8.       | »Morbid Devourment«   | 5:21     |          |          |          |          |          |          |          |
| 9.       | »Abnormally Deceased« | 2:56     |          |          |          |          |          |          |          |
| 10.      | »The Truth Beyond«    | 3:24     |          |          |          |          |          |          |          |
| 39:16    |                       |          |          |          |          |          |          |          |          |

| Bonus pjesme na izdanju CD | Bonus pjesme na izdanju CD | Bonus pjesme na izdanju CD | Bonus pjesme na izdanju CD | Bonus pjesme na izdanju CD | Bonus pjesme na izdanju CD | Bonus pjesme na izdanju CD | Bonus pjesme na izdanju CD | Bonus pjesme na izdanju CD | Bonus pjesme na izdanju CD |
| Br.                        | Skladba                    | Trajanje                   |                            |                            |                            |                            |                            |                            |                            |
| -------------------------- | -------------------------- | -------------------------- | -------------------------- | -------------------------- | -------------------------- | -------------------------- | -------------------------- | -------------------------- | -------------------------- |
| 11.                        | »Carnal Leftovers«         | 2:55                       |                            |                            |                            |                            |                            |                            |                            |
| 12.                        | »Premature Autopsy«        | 4:24                       |                            |                            |                            |                            |                            |                            |                            |
| 46:35                      |                            |                            |                            |                            |                            |                            |                            |                            |                            |

## Zasluge
| Entombed - Lars-Göran Petrov – vokal - Uffe Cederlund – gitara, bas-gitara - Alex Hellid – gitara - Nicke Andersson – bubnjevi, bas-gitara, logotip | Ostalo osoblje - Micke Lundström – fotografije - David Windmill – dizajn - Tomas Skogsberg – produkcija, inženjer zvuka, miks - Dan Seagrave – naslovnica |